# Sugar & Spice
Sugar & Spice (Dulces y peligrosas en México y Argentina e Ingenuas y peligrosas en España), es una película cómica de suspenso de 2001 dirigida por Francine McDougall. Fue filmada en su totalidad en el estado de Minnesota.

## Argumento
Después de que Diane Weston, la popular jefa de animadoras de un escuadrón de Lincoln High School, queda embarazada de la estrella de fútbol, Jack Bartlett, Diane y sus cinco compañeras del escuadrón de animadora, Kansas, Cleo, Lucy, Hannah y Fern, hacen un plan perfecto para robar un banco para el apoyo a ella y de Jack. Pero ni Diane ni sus amigas esperan que su rival Lisa, la animadora de cabecera del equipo B de Lincoln, sospecha.

## Personajes
- Kansas Hill – "Betty Rebelde"

Ha sido criada por sus abuelos desde su nacimiento, debido a que su madre está cumpliendo dos cadenas perpetuas en prisión sin la posibilidad de libertad condicional.
- Lisa Janusch – "Betty Informadora"

Ella hará cualquier cosa para derrocar a Diane Weston como la capitana de equipo A de Lincoln.
- Cleo Miller - "Betty Cazadora"

Ella no oculta su deseo de dormir un día con el locutor Conan O'Brien, de hecho, ella tiene una foto de él.
- Fern Rogers – "Betty Terminator"

Ella ayuda a su papá en el mercado negro de armas. 
- Diane Weston – "Betty Mente Maestra"

Ella está esperando gemelos, de Jack Bartlett 
- Lucy Whitman – "Betty Cerebro"

Es una nerd y un purista de la planificación y preparación. 
- Hannah Wold – "Betty Virgen"

Ella es muy religiosa y considera que sólo el diablo puede volverse en contra de sus hermanas.

## Elenco
- Marla Sokoloff - Lisa "La informadora" Janusch
- Marley Shelton - Diane "La mente maestra" Weston
- Rachel Blanchard - Hannah "La virgen" Wald
- Melissa George - Cleo "La cazadora" Miller
- Mena Suvari - Kansas "La rebelde" Hill
- Alexandra Holden - Fern "La terminator" Rogers
- Sara Marsh - Lucy "El cerebro" Whitman
- James Marsden - Jack Bartlett
- Kurt Loder - Él mismo
- Jerry Springer - Él mismo